# 永松昌一
永松 昌一（ながまつ しょういち、1958年7月6日 - ）は、日本の実業家。野村ホールディングス取締役兼代表執行役副社長を経て、野村不動産ホールディングス取締役会長。

## 人物・経歴
神奈川県小田原市久野出身。1982年北海道大学経済学部卒業、野村證券入社。MOF担として損失補填問題への対応をし、公募増資のインサイダー取引問題でも証券取引等監視委員会への対応を行うコンプライアンス担当役員に起用され、金融庁との会談を重ねた。
2004年野村證券執行役。2008年野村ホールディングス執行役、野村證券執行役員。2010年野村ホールディングス常務執行役員、野村證券株式会社常務執行役員。2012年野村ホールディングス代表執行役兼常務執行役員。
2013年野村ホールディングス執行役コーポレート統括、野村證券執行役兼専務執行役員、野村アセットマネジメント取締役。2016年野村ホールディングス執行役コーポレート統括、野村證券代表執行役副社長。2017年野村ホールディングス代表執行役副社長コーポレート統括、野村證券取締役。
2018年野村ホールディングス取締役兼代表執行役副社長、北海道大学経済学部東京同窓会会長。同年企業情報化協会ITマネジメント賞受賞。2020年野村不動産ホールディングス取締役。2021年野村不動産ホールディングス取締役会長、野村不動産取締役。